# Physonema pallidum
Physonema pallidum är en svampart som beskrevs av Bonord. 1867. Physonema pallidum ingår i släktet Physonema och familjen Phragmidiaceae.   Inga underarter finns listade i Catalogue of Life.